# Jesús de Chamberí
Jesús de Chamberí è il secondo album dei Mägo de Oz, che narra l'arrivo del Messia nella Madrid del XXI secolo. Un'opera rock nella quale si allontanano un po' dall'heavy metal. Contiene alcuni dei loro più grandi successi, come l'omonima "Jesús de Chamberí" ed "Hasta que tu muerte nos separe". Inoltre, l'album contiene diverse critiche alla Chiesa cattolica ed alle sue dottrine. È il primo album con lo storico cantante della band, José Andrëa, che farà parte del gruppo fino al 2011.

## Lista dei brani
1. Génesis
2. Jesús de Chamberí
3. El ángel caído
4. Al-Mejandría
5. El cuco y la zíngara
6. Hasta que tu muerte nos separe
7. La canción de Pedro
8. Domingo de gramos
9. Jiga irlandesa
10. El cantar de la Luna oscura
11. Judas
12. La Última cena
13. Czardas
14. El fin del camino